# Клуб Микки Мауса (мультсериал)
Клуб Ми́кки Ма́уса (англ. Mickey Mouse Clubhouse) — детский телевизионный сериал, премьера которого состоялась 5 мая 2006 года на телеканале Disney. Первоначально сериал был частью Disney Junior, ежедневного блока, предназначенного для детей дошкольного возраста. 14 февраля 2011 года Клуб Микки Мауса был переведен в блок программ Disney Junior, заменивший Playhouse Disney.

## Сюжет
Микки Маус, Минни Маус, Дональд Дак, Дейзи Дак, Гуфи и Плуто являются главными участниками серий, которые фокусируются на взаимодействии со зрителем для решения разного рода проблем. К ним часто приходят в гости другие Диснеевские персонажи: Кларабель, Пит, Людвиг фон Дрейк, Чип и Дейл, Великан Вилли и Котёнок Фигаро.
В начале каждой серии — когда проблема, которую будут решать герои, была наглядна описана — Микки Маус подходит к большому экрану, на котором отражен набор Маусструментов — инструментов, которые будут помогать участникам клуба решать различные задачи. Затем Микки вызывает Подручного — небольшого помощника в форме головы Микки Мауса, который доставляет Маусструменты героям серии. Обычно в набор Маусструментов входят 3, 4, а иногда и 5 инструментов, одним из которых является Секретный Маусструмент, назначение которого неизвестно до тех пор, пока он не использован.
После того, как Подручный готов, участники клуба собираются вместе и разрешают проблему. Именно здесь проявляется интерактивность сериала — герои с помощью диалогов со зрителями помогают Микки Маусу и его друзьям решать небольшие задачи — например, определять фигуры по контуру или считать предметы.
Когда проблема решена, друзья идут в клуб, чтобы станцевать Типтопный танец (англ. The Hot Dog Dance). В каждой серии обязательно танцуют Микки, Минни, Гуфи, Дональд, Дейзи и Плуто, с 4 сезона ещё и Подручный (иногда и Пит). Во время танца, персонаж, чья проблема была решена, благодарит телезрителей за помощь, после чего все герои выходят на улицу, клуб исчезает, а Микки Маус прощается со зрителями. 
| Сезон | Сезон | Количество эпизодов | Дата выхода в США                | Дата выхода в США                   | Дата выхода в России                | Дата выхода в России                   | телесеть                         | телесеть                        |
| Сезон | Сезон | Количество эпизодов | Премьера · первого эпизода в США | Премьера · последнего эпизода в США | Премьера · первого эпизода в Россия | Премьера · последнего эпизода в Россия | Телесеть США                     | Телесеть РФ                     |
| ----- | ----- | ------------------- | -------------------------------- | ----------------------------------- | ----------------------------------- | -------------------------------------- | -------------------------------- | ------------------------------- |
|       | 1     | 27                  | 5 мая 2006 (сериал)              | 27 июля 2007                        | 30 сентября 2006 (сериал)           | 26 августа 2007                        | Playhouse Disney                 | Первый канал (сериал)           |
|       | 2     | 40                  | 26 января 2008                   | 20 февраля 2010                     | 12 апреля 2008                      | 25 апреля 2010                         | Playhouse Disney                 | Первый канал                    |
|       | 3     | 32                  | 27 февраля 2010                  | 28 сентября 2012                    | 10 июля 2010                        | 25 ноября 2012                         | Playhouse Disney , Disney Junior | Первый канал , Узнавайка Disney |
|       | 4     | 26                  | 5 ноября 2012                    | 6 ноября 2016                       | 23 марта 2013                       | 8 января 2017                          | Disney Junior                    | Узнавайка Disney                |

## Актёры озвучивания
| Роль        | Актёр озвучивания         |
| ----------- | ------------------------- |
| Микки Маус  | Уэйн Оллвайн (1—3 сезоны) |
| Микки Маус  | Брет Иван (4 сезоны)      |
| Минни Маус  | Расси Тейлор              |
| Дональд Дак | Тони Ансельмо             |
| Гуфи        | Билл Фармер               |
| Дейзи Дак   | Тресс МакНил              |
| Плуто       | Билл Фармер               |
| Подручный   | Роб Полсен                |